# Sporofito

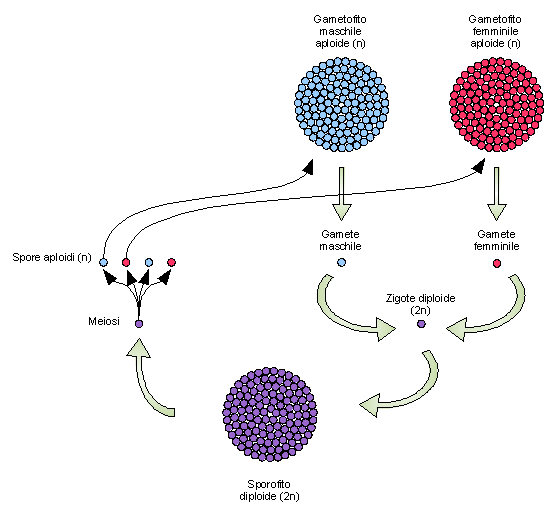
Schema di ciclo vitale aplodiplonte

Lo sporòfito, nel ciclo vitale aplodiplonte con alternanza di generazione, è la forma diploide pluricellulare, derivante dall'unione di due gameti. In seguito al processo di meiosi lo sporofito produce spore aploidi che porteranno poi alla formazione del gametofito.
Lo sporòfito si sviluppa per mitosi dallo zigote, prima cellula diploide, che risulta dall'unione di cellule aploidi differenti, i gameti, prodotti da organi specializzati detti gametangi.
Lo sporòfito nelle piante più evolute è la parte più evidente (possiamo dire che un albero è un enorme sporofito) mentre il gametofito è piccolo e dipendente troficamente dallo sporofito. Al contrario, nei tempi più remoti, quando comparvero le prime piante, che ancora non possedevano tessuti vascolari e semi, come le piante classificate sotto il nome di briofite (fanno parte delle briofite le piante epatiche, le antocerote e i muschi), il gametofito era la parte predominante in questi cicli vitali con alternanza di generazioni.